# Django (personaje)
Django es un personaje recurrente en películas del subgénero Spaghetti western. Es uno de los personajes más destacados de los westerns rodados en Europa y aparece en un total de 31 películas.

## El primer Django
El Django original aparece por primera vez en la película españaola "Django the Condemned" en 1965. Las demás copias ya comienzan con el film homónimo de Sergio Corbucci, que es interpretado por un entonces desconocido Franco Nero. La película está basada en Yojimbo de Akira Kurosawa, y fue adaptada con nuevos elementos en la trama y una ambientación tétrica en la exitosa Por un puñado de dólares. Aunque en total se grabaron 31 spaghetti westerns con este nombre, la única secuela oficial con Nero se grabó en 1987 (El retorno de un héroe).

## Influencia
El tremendo éxito del primer Django, tuvo un gran efecto en las producciones posteriores que trataron de utilizar el personaje para atraer a un público mayor. En algunos casos se utilizaba el mismo personaje encarnado por otros actores y con un éxito en cuanto a fidelidad ciertamente diverso, mientras que en otros sólo coincidía el nombre, dándole al personaje otras características y trasfondos. El nombre de Django también fue utilizado al rebautizar películas que poco o nada tenían que ver con él: así, Dos mil dólares por Coyote de León Klimovsky fue rebautizado como Django cacciatore di taglie en su versión italiana.
El director estadounidense Quentin Tarantino es un gran admirador de los spaghetti western, los cuales han influido significativamente en sus películas. En una entrevista, hizo una lista de sus films favoritos del género, y cita a Django en el tercer lugar. En abril de 2007, Tarantino reveló en una entrevista a The Telegraph que tenía intención de rodar una película al estilo de los westerns europeos y que, al igual que éstos, quería tratar el cruel pasado de Estados Unidos, algo que aún no habían hecho las películas americanas. Finalmente, rodó Django Unchained, en la que Jamie Foxx protagoniza a Django, un esclavo afroamericano, y que incluye un cameo de Franco Nero.

### Personajes derivados
Además de los Djangos "verdaderos" y "falsos", existen varias películas cuyos personajes se inspiran en Django aunque cambian ligeramente el nombre:
- Shango: Shango, pistola infalible (Edoardo Mulargia, 1970)
- Cjamango: Cjamango (Edoardo Mulargia, 1967), Chiedi perdono a Dio... non a me (Vincenzo Musolino, 1968) y Adiós Cjamango (José María Zabalza, 1970).

## Filmografía
Filmografía parcial:
- Django (1966, Sergio Corbucci)
- Django spara per primo (1966, Alberto De Martino)
- Pochi dollari per Django (1966, León Klimovsky)
- Dos mil dólares por Coyote (1966, León Klimovsky)
- Le due facce del dollaro (1967, Roberto Bianchi Montero)
- Il figlio di Django (1967, Osvaldo Civirani)
- Bill il taciturno (1967, Massimo Pupillo)
- 10.000 dollari per un massacro (1967, Romolo Guerrieri)
- Preparati la bara! (1968, Ferdinando Baldi)
- Django il bastardo (1969, Sergio Garrone)
- Giù le mani... carogna (1970, Demofilo Fidani)
- Django sfida Sartana (1970, Pasquale Squitieri)
- Arrivano Django e Sartana... è la fine (1970, Demofilo Fidani)
- Una pistola per cento croci (1971, Carlo Croccolo)
- Anche per Django le carogne hanno un prezzo (1971, Luigi Batzella)
- Uccidi Django... uccidi per primo!!! (1971, Sergio Garrone)
- W Django! (1972, Edoardo Mulargia)
- Django 2: il grande ritorno (1987, Nello Rossati)
- Sukiyaki Western Django (2007, Takashi Miike)
- Django Unchained (2012, Quentin Tarantino)